# Change Your Life
Change Your Life (englisch für verändere dein Leben) ist ein Lied der australischen Rapperin Iggy Azalea, das sie zusammen mit dem US-amerikanischen Rapper T.I. aufnahm. Der Song ist die dritte Singleauskopplung ihres Debütalbums The New Classic und wurde am 12. September 2013 veröffentlicht.

## Inhalt
| Liedteil   | Künstler    |
| Refrain    | Iggy Azalea |
| 1. Strophe | Iggy Azalea |
| 2. Strophe | T.I.        |
| 3. Strophe | Iggy Azalea |
| Outro      | Iggy Azalea |

In Change Your Life rappt Iggy Azalea aus der Perspektive des lyrischen Ichs über die Vorzüge, mit ihr in einer Liebesbeziehung zu sein. So bereichere und verändere sie das Leben der anderen Person stark. Sie würden zusammen um die Welt reisen und Geld spiele keine Rolle mehr. T.I. rappt über das gleiche Thema, aus der Sicht des Mannes. Er stellt ebenfalls Reichtum und ein unbeschwertes Leben an seiner Seite in Aussicht.

“You used to dealing with basic bitches, basic shit all the time

I’m a new classic, upgrade your status from a standby to a frequent flyer

Hop out your past life and I’ll renovate your future

Then I integrate my genius shit, we purchasin’ not perusing

[…]

I’ma change your life, I’ma change it”

## Produktion
Der Song wurde von dem kanadischen Musikproduzenten-Duo The Messingers (bestehend aus Nasri Atweh und Adam Messinger) produziert. Als Autoren fungierten neben Iggy Azalea, T.I. und The Messingers auch Natalie Sims, Raja Kumari sowie Lovy Longomba.

## Musikvideo
Bei dem zu Change Your Life gedrehten Musikvideo, das von dem Film Showgirls inspiriert wurde, führte das französische Regisseur-Duo Jonas & François Regie. Es verzeichnet auf YouTube über 150 Millionen Aufrufe (Stand Januar 2021).
Zu Beginn sieht man Iggy Azalea vor einer Villa am Swimmingpool, in den sie hineinspringt. Anschließend rappt sie den Song, während sie auf dem Sprungbrett liegt und einen Bikini mit teilweise durchsichtigem Oberteil trägt. Weitere Szenen zeigen sie auf dem Bett im Schlafzimmer der Villa. Schließlich steigt sie aus dem Pool und trägt dabei lediglich rote Pasties auf ihren Brüsten. Während des ersten Refrains ist Azalea als Showgirl bei einer Tanzvorführung mit anderen leicht-bekleideten Frauen zu sehen. T.I. spielt ihren Chef und kommt nach der Show vorbei, um sie abzuholen. Draußen kommen sich beide auf der Motorhaube seines Autos näher. Danach sind weitere Tanzshowszenen von Azalea zu sehen, bevor sie plötzlich von zwei Polizisten verhaftet wird. Parallel dazu wird sie mit einem vollen Geldkoffer auf dem Dach eines Autos gezeigt, das sie schließlich anzündet.

## Single

### Covergestaltung
Das Singlecover ist in Schwarz-weiß gehalten und zeigt Iggy Azalea leicht-bekleidet und mit geschlossenen Augen. Am oberen Bildrand befindet sich der weiße Schriftzug Iggy Azalea, während im unteren Teil des Bildes der Titel Change Your Life Feat. T.I. ebenfalls in Weiß, steht.

### Titellisten
Change Your Life erschien als normale Single zum Download sowie als EP, inklusive fünf weiterer Lieder.
Single
1. Change Your Life (feat. T.I.) – 3:40

EP
1. Change Your Life (feat. T.I.) – 3:40
2. Work – 3:43
3. Bounce – 2:47
4. Work (feat. Wale) – 4:10
5. Change Your Life (Shift K3Y Remix) (feat. T.I.) – 5:20
6. Change Your Life (Wideboys Remix) (feat. T.I.) – 6:04

### Chartplatzierungen
Change Your Life stieg am 26. Oktober 2013 auf Platz zehn in die britischen Charts ein und konnte sich fünf Wochen lang in den Top 100 halten. In Australien belegte der Song Rang 44 und in Neuseeland Position 38. Im deutschsprachigen Raum konnte die Single sich nicht in den Charts platzieren.
| ChartsChartplatzierungen     | Höchstplatzierung | Wochen |
| ---------------------------- | ----------------- | ------ |
| Australien (ARIA)            | 44 (1 Wo.)        | 1      |
| Neuseeland (RMNZ)            | 38 (1 Wo.)        | 1      |
| Vereinigtes Königreich (OCC) | 10 (5 Wo.)        | 5      |

### Auszeichnungen für Musikverkäufe
Obwohl Change Your Life die Charts der Vereinigten Staaten nicht erreichte, wurde es dort im Jahr 2015 für mehr als 500.000 Verkäufe mit einer Goldenen Schallplatte ausgezeichnet.

| Land/Region                  | Auszeichnungen für Musikverkäufe (Land/Region, Auszeichnung, Verkäufe) | Verkäufe |
| ---------------------------- | ---------------------------------------------------------------------- | -------- |
| Brasilien (PMB)              | Gold                                                                   | 30.000   |
| Vereinigte Staaten (RIAA)    | Gold                                                                   | 500.000  |
| Vereinigtes Königreich (BPI) | Silber                                                                 | 200.000  |
| Insgesamt                    | 1× Silber · 2× Gold ·                                                  | 730.000  |

Hauptartikel: Iggy Azalea/Auszeichnungen für Musikverkäufe